# Diócesis de Tarahumara
La diócesis de Tarahumara (en latín: Dioecesis Tarahumarensis) es una circunscripción eclesiástica de la Iglesia católica en México. Se trata de una diócesis latina, sufragánea de la arquidiócesis de Chihuahua. Desde el 4 de febrero de 2017 su obispo es Juan Manuel González Sandoval, de los Misioneros de la Natividad de María.

## Territorio y organización
La diócesis tiene 31 354 km² y extiende su jurisdicción sobre los fieles católicos de rito latino residentes en el estado de Chihuahua en los municipios de: Uruachi, Maguarichi, Bocoyna, Carichí, Chínipas, Guazapares, Urique, Batopilas, Guachochi, Morelos y parte del de Guadalupe y Calvo. Forma parte de la Zona Pastoral Norte.
La sede de la diócesis se encuentra en la ciudad de Guachochi, en donde se halla la Catedral de Nuestra Señora de Guadalupe. En Sisoguichi se encuentra la Concatedral del Dulce Nombre de María.
En 2020 en la diócesis existían 15 parroquias. En 2018 tenía 5 misiones.

## Historia

### Misión sui iuris
La misión sui iuris de la Tarahumara, encomendada a los jesuitas, fue erigida el 6 de mayo de 1950, obteniendo el territorio de la diócesis de Chihuahua (hoy arquidiócesis).

### Vicariato apostólico
El 23 de junio de 1958 la misión sui iuris fue elevada a vicariato apostólico con la bula Si qua inter del papa Pío XII. El primer obispo vicario apostólico fue Salvador Martinez Aguirre, quien fue elegido de 4 de julio de 1958. 
El 11 de mayo de 1992 cedió una parte de su territorio para la erección de la diócesis de Parral mediante la bula Qui de Ecclesiis del papa Juan Pablo II.

### Diócesis
El 20 de diciembre de 1993 el vicariato apostólico fue elevado a diócesis con la bula Cum esset del papa Juan Pablo II. El primer obispo de la diócesis de Tarahumara fue José Luis Dibildox Martínez, quien fue elegido el 20 de diciembre de 1993 y fue ordenado como tal el 25 de enero de 1994.

## Estadísticas
Según el Anuario Pontificio 2021 la diócesis tenía a fines de 2020 un total de 170 137 fieles bautizados.
| Año                                                                             | Población            | Población | Población      | Sacerdotes | Sacerdotes    | Sacerdotes    | Bautizados por sacerdote | Diáconos permanentes | Religiosos | Religiosos | Parroquias |
| Año                                                                             | Bautizados católicos | Total     | % de católicos | Total      | Clero secular | Clero regular | Bautizados por sacerdote | Diáconos permanentes | Varones    | Mujeres    | Parroquias |
| ------------------------------------------------------------------------------- | -------------------- | --------- | -------------- | ---------- | ------------- | ------------- | ------------------------ | -------------------- | ---------- | ---------- | ---------- |
| 1966                                                                            | 121 600              | 125 000   | 97.3           | 19         |               | 19            | 6400                     |                      | 35         | 106        | 1          |
| 1970                                                                            | 130 000              | 133 617   | 97.3           | 38         | 19            | 19            | 3421                     | 2                    | 62         | 94         |            |
| 1976                                                                            | 147 000              | 150 000   | 98.0           | 25         | 5             | 20            | 5880                     |                      | 40         | 83         |            |
| 1980                                                                            | 154 000              | 174 000   | 88.5           | 28         | 10            | 18            | 5500                     |                      | 37         | 92         |            |
| 1990                                                                            | 160 000              | 164 000   | 97.6           | 33         | 17            | 16            | 4848                     | 1                    | 32         | 135        | 16         |
| 1999                                                                            | 250 725              | 253 450   | 98.9           | 35         | 14            | 21            | 7163                     |                      | 33         | 111        | 14         |
| 2000                                                                            | 261 700              | 264 520   | 98.9           | 34         | 13            | 21            | 7697                     |                      | 34         | 112        | 14         |
| 2001                                                                            | 265 320              | 270 815   | 98.0           | 35         | 13            | 22            | 7580                     |                      | 34         | 114        | 14         |
| 2002                                                                            | 267 815              | 275 300   | 97.3           | 34         | 12            | 22            | 7876                     |                      | 35         | 108        | 14         |
| 2003                                                                            | 271 300              | 280 806   | 96.6           | 34         | 14            | 20            | 7979                     |                      | 32         | 106        | 14         |
| 2004                                                                            | 275 600              | 285 300   | 96.6           | 34         | 14            | 20            | 8105                     |                      | 32         | 106        | 14         |
| 2010                                                                            | 296 000              | 306 000   | 96.7           | 41         | 19            | 22            | 7219                     |                      | 31         | 114        | 15         |
| 2014                                                                            | 307 000              | 317 000   | 96.8           | 45         | 24            | 21            | 6822                     |                      | 28         | 143        | 16         |
| 2017                                                                            | 340 170              | 390 870   | 87.0           | 31         | 18            | 13            | 10 973                   | 4                    | 26         | 117        | 16         |
| 2020                                                                            | 170 137              | 202 817   | 83.9           | 36         | 17            | 19            | 4726                     | 4                    | 21         | 124        | 15         |
| Fuente: Catholic-Hierarchy, que a su vez toma los datos del Anuario Pontificio. |                      |           |                |            |               |               |                          |                      |            |            |            |

## Episcopologio

### Vicarios de Tarahumara
| Escudo | Nombre del titular                  | Título adicional                  | Período                                     | Fin del cargo (razón) |
|        | Salvador Martínez Aguirre, S.I. †   | Obispo titular de Arca en Armenia | 4 de julio de 1958-25 de mayo de 1973       | Retirado              |
|        | José Alberto Llaguno Farías, S.I. † | Obispo titular de Mozotcori       | 28 de febrero de 1975-26 de febrero de 1992 | Falleció              |

### Obispos de Tarahumara
| Escudo | Nombre del titular                    | Período                                         | Fin del cargo (razón)      |
|        | José Luis Dibildox Martínez †         | 20 de diciembre de 1993-27 de diciembre de 2003 | Nombrado obispo de Tampico |
|        | Rafael Sandoval Sandoval, M.N.M.      | 4 de enero de 2005-23 de noviembre de 2015      | Nombrado obispo de Autlán  |
|        | Juan Manuel González Sandoval, M.N.M. | Desde el 4 de febrero de 2017                   |                            |